# Friedrich Krabbe (Politiker, 1915)
Friedrich Krabbe (* 22. Januar 1915 in Görsdorf, Landkreis Konitz, Westpreußen; † 15. Februar 1981) war ein deutscher Politiker der Deutschen Zentrumspartei.

## Ausbildung und Beruf
Friedrich Krabbe besuchte die Volksschule und das Realgymnasium. Von 1935 bis 1939 absolvierte er ein Studium der Medizin; 1940 legte er das Staatsexamen in Jena ab. Von 1945 bis 1948 belegte er ein Studium der Psychologie und Philosophie an der Universität Münster. 1948 wurde er mit einem Beitrag zur Geschichte der Psychotherapie an der Medizinischen Fakultät der Universität Münster zum Doktor der Medizin promoviert. Er fungierte als Vorstandsmitglied der Ärztekammer Westfalen-Lippe.

## Politik
Friedrich Krabbe war ab 1945 Mitglied der Zentrumspartei. Von 1948 bis 1952 war er Stadtverordneter in Münster.
Krabbe war vom 20. April 1947 bis zum 10. Februar 1958 Mitglied des Landtages von Nordrhein-Westfalen. In den ersten Landtag wurde er für den Wahlkreis 089 Coesfeld direkt gewählt. In den zweiten und dritten Landtag zog er jeweils über die Landesliste ein. Aus dem dritten Landtag schied er vorzeitig aus. Er kandidierte bei den Bundestagswahlen 1949 und 1953, verpasste aber den Einzug in den Deutschen Bundestag.